# Союз українських національних демократів
Сою́з украї́нських націона́льних демокра́тів (СУНД) — політична організація, постала 1950 в Нью-Йорку зі завданням об'єднати на надпартійній базі проґресивні демократичні елементи української діаспори в Америці для підтримки визвольних змагань України і створення рівноваги супроти крайніх угруповань. Голова — Кость Паньківський, заступники — Михайло Ветухів та Тиміш Олесіюк. СУНД видавав «Бюлетень», пізніше «Інформаційний Листок». 1966 ліквідувався.